# 波蘭裔立陶宛人
波蘭裔立陶宛人（波蘭語：Polacy na Litwie）為居住在立陶宛的波蘭人，其人口據2011年統計結果約有20萬人，約佔全國人口的6.6%，是佔比最高的少數族裔。

## 統計
| 地區         | 縣         | 總人口  | 波蘭裔人口 | 佔比   |
| ------------ | ---------- | ------- | ---------- | ------ |
| 维尔纽斯     | 維爾紐斯縣 | 535,631 | 88,408     | 16.50% |
| 維爾紐斯區   | 維爾紐斯縣 | 95,348  | 49,648     | 52.07% |
| 沙爾奇寧凱區 | 維爾紐斯縣 | 34,544  | 26,858     | 77.75% |
| 特拉凯区     | 維爾紐斯縣 | 34,411  | 10,362     | 30.11% |
| 什文喬尼斯區 | 維爾紐斯縣 | 27,868  | 7,239      | 25.97% |

## 歷史
波蘭與立陶宛在歷史上關係密切，兩國曾共組波蘭立陶宛聯邦。1918年至1921年立陶宛甫獨立時兩國發生了許多衝突，如1919年塞伊内的波蘭人反抗立陶宛統治而發動塞伊内起義，同年波蘭試圖在立陶宛發動政變以建立親波政權，隨後兩國爆發波蘭－立陶宛戰爭，最後波蘭將領發動熱利戈夫斯基兵變，在立陶宛原首都維爾紐斯地區建立傀儡政權中立陶宛共和國，不久後又將其併入維爾諾省，立陶宛政府則遷至臨時首都考那斯。失去維爾紐斯對立陶宛民族主義是一重大打擊，「收復維爾紐斯」成為戰間期立陶宛社會政治的主要議題，使立陶宛人對波蘭的敵意大增，兩國關係相當緊張。1938年3月波蘭因歐洲局勢緊張而欲鞏固北方邊界，向立陶宛發出最後通牒，要求立陶宛政府和波蘭重新建交否則出兵入侵，立陶宛政府知道自身實力不足以抵禦波蘭軍隊，因此接受了最後通牒，與波蘭恢復外交關係。
第二次世界大戰期間蘇聯因不信任波蘭人，將原居於立陶宛的許多波蘭人強制遷徙至西伯利亞，戰後有些人獲准返回波蘭。1950年代立陶宛共產黨在國內執行立陶宛化政策，試圖禁止學校使用波蘭語教學，但莫斯科的蘇聯政府認為此計畫過於傾向民族主義而否決此議。根據蘇聯1959年的統計數據，立陶宛境內有約23萬名波蘭人，佔當時人口的8.5%，多集中在維爾紐斯地區，此後波蘭裔的數量雖有增長，但速度不及其他族群，1989年蘇聯解體前的最後一次人口普查則顯示立陶宛有約25萬8000名波蘭人，佔人口的7%。
維爾紐斯南部有一些波蘭裔立陶宛人使用一種稱為「簡易語」的語言，為一種有許多立陶宛語和波蘭語詞彙底層的白俄羅斯語。

### 立陶宛獨立後

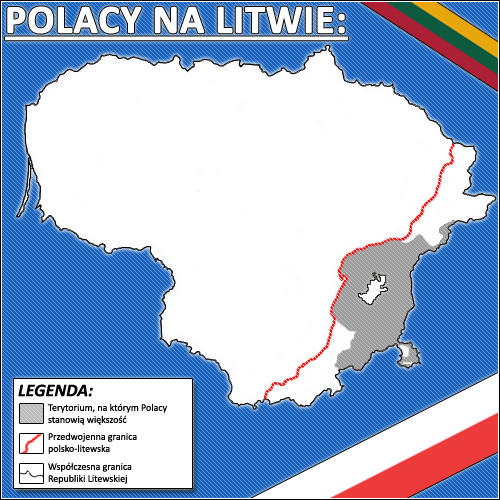
灰色：立陶宛境內波蘭裔佔多數的地區；紅色：1920年至1939年波蘭與立陶宛的邊界

波蘭裔立陶宛人的議題常造成兩國關係緊張，1990年立陶宛自蘇聯宣布獨立時，蘇聯方面曾與波蘭裔立陶宛人聯繫，試圖阻止立陶宛獨立，波蘭裔因立陶宛1950年代試圖禁止波蘭語而較認同蘇聯，擔心新成立的立陶宛共和國將重新展開立陶宛化的政策。1990年初的一項調查顯示47%的波蘭裔立陶宛人支持留在蘇聯，35%支持立陶宛獨立，相較之下僅有8%的立陶宛人贊成立陶宛繼續留在蘇聯。
據2001年人口普查顯示，波蘭裔立陶宛人有約80%以波蘭語為母語，9.5%以俄語為母語，7.3%以立陶宛語為母語。部分波蘭媒體與政治人物認為波蘭裔立陶宛人受到歧視，批評立陶宛拒絕在波蘭裔集中的地區設立立陶宛語與波蘭語的雙語路牌。立陶宛憲法規定所有公民都需以立陶宛文書寫自己的名字，並使用立陶宛語發音，因此波蘭裔在正式文件中也需使用立陶宛化的姓名。2011年4月歐洲議會接受了一項關於波蘭裔立陶宛人語言權利的提案（0358/2011提案），同年波蘭前總統萊赫·華勒沙也批評立陶宛政府對波蘭裔立陶宛人有差別待遇，並因此拒絕接受立陶宛頒授的维陶塔斯大帝勋章。

## 外部連結
- POLES IN LITHUANIA FROM THE SECOND HALF OF 1944 UNTIL 1946: CHOOSING BETWEEN STAYING OR EMIGRATING TO POLAND by VITALIJA STRAVINSKIENĖ, The Lithuanian Institute of History, January 19, 2006
- Chronology for Poles in Lithuania
- The Polish language in education in Lithuania
- Discrimination in Lithuania
- Observance of Polish minority rights in Lithuania （页面存档备份，存于） Report by «Wspólnota Polska», Union of Poles in Lithuania and the Association of Teachers of Polish Schools in Lithuania, 2009
- The Polish national minority in Lithuania : three reports later. （页面存档备份，存于）
- Organizacje Polonii na Litwie （页面存档备份，存于） (Organizations of Polonia in Lithuania) （波蘭語）
- Polonia na świecie (Polonia worldwide) with section on Lithuania （波蘭語）
- .   [2021-07-30]. （原始内容存档于2005-04-03） （波兰语）. (Poles in Lithuania)
- Losy ludności polskiej na Litwie (Fate of Polish population in Lithuania) （波蘭語）
- Jan Sienkiewicz, Przestrzeganie praw polskiej grupy etnicznej w Republice Litewskiej （页面存档备份，存于） (Respecting the rights of the Polish minority in Lithuania) （波蘭語）
- Polacy na Litwie w prawie （页面存档备份，存于） (Lithuanian law on minorities) （波蘭語）
- Srebrakowski A., Rozwój polskojęzycznej prasy na terenie Litwy po 1944 r. （页面存档备份，存于）
- A. Srebrakowski, Szkolnictwo polskojęzyczne na Litwie 1944-1991 （页面存档备份，存于）
- Srebrakowski A., Polacy w Litewskiej SRR （页面存档备份，存于）
- Srebrakowski A., Statystyczny obraz Polaków z Litwy. （页面存档备份，存于）